# Schanze des Friedens

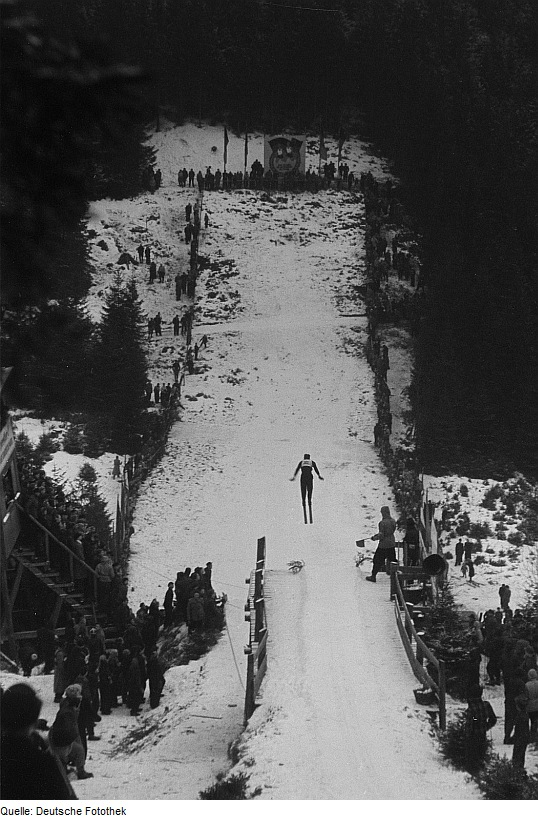
Blick von der Schanze, 1952

Die Schanze des Friedens war eine Skisprunganlage auf dem 824 m hohen Geisingberg in der Nähe der Stadt Altenberg im Freistaat Sachsen. Zu Beginn des professionellen Wintersports war sie Austragungsort mehrerer Wettkämpfe.

## Geschichte
Um die Jahrhundertwende wurde der erste Sprunghügel am Geisingberg errichtet, auf dem 1908 die erste Sachsenmeisterschaft ausgetragen wurde. In den Jahren nach 1918 etablierten sich im Skiverband Sachsen mehrere Skivereine und vergrößerten ihre Sprunganlagen, so auch die Schanze des Friedens, früher noch Geisingbergschanze genannt. 1936/37 wurde die Naturschanze zur Großschanze mit Holzturm ausgebaut und erhielt den Namen „Sachsenschanze“, auf der 1937 die Deutschen Meisterschaften stattfanden. Den Weihesprung nahm Alex Kirsten vor. Nach 1945 hieß die Schanze schließlich Schanze des Friedens, auf der als Höhepunkt die DDR-Meisterschaften 1958 durchgeführt wurden. Im Sommer 1962 wurde der marode Anlaufturm gesprengt und die Schanze nicht wieder neu aufgebaut.
Den Schanzenrekord stellte 1941 Hans Marr mit einer erreichten Weite von 72 m auf.